# Bunk Johnson
Willie Gary "Bunk" Johnson (Nueva Orleans, 27 de diciembre de 1879-Nueva Iberia, 7 de julio de 1949) fue un trompetista y cornetista estadounidense de jazz, una de las primeras figuras del género cuando empezó a configurarse en la Nueva Orleans de principios del siglo XX.
En su autobiografía, Louis Armstrong afirmó:
«Storyville. Con todas esas gloriosas trompetas –Joe Oliver, Bunk Johnson, que estaba en sus mejores momentos en aquella época, Emmanuel Perez, Buddy Petit, Joe Johnson— este último era genial y es una pena que nunca llegó a grabar ningún disco...»

## Historial

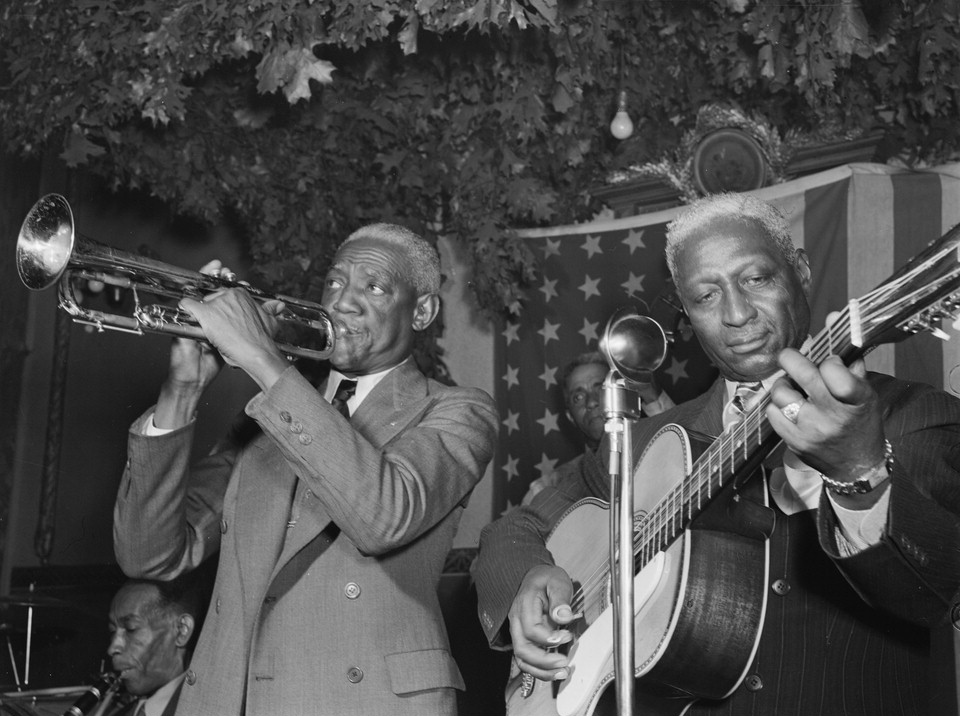
Bunk Johnson, Leadbelly, George Lewis y Alcide Pavageau en Nueva York (1946). Foto de William P. Gottlieb.

Bunk recibió clases de Wallace Cutchey y Adam Olivier, y comenzó a tocar profesionalmente en la orquesta de este.
Johnson fue considerado uno de los principales cornetistas de Nueva Orleans entre 1905 y 1915, etapa en la que realizó varias salidas de la ciudad con diversos espectáculos de minstrel y bandas de circos. En 1910 lo encontramos en la Eagle Band de Frankie Dusen, además de con otras bandas de renombre de su ciudad natal.

A comienzos del siglo XX, según parece, habría tocado con Buddy Bolden, ejerciendo de segundo corneta en su banda, aunque algunas fuentes discrepan y afirman que tocó en una antigua banda de Bolden. Así, Jelly Roll Morton afirmó, en una carta fechada 1939, que:
Bunk Johnson no tocó con Buddie Bolden, y era desconocido por aquel entonces. Bolden era un músico de blues y ragtime y no sabía nada de jazz. Bunk Johnson llegó a tocar en la antigua banda de Bolden, The Eagles Band, liderada por el trombón Frankie Duson.
Tocó con Clarence Williams hasta que, en 1917, emigra a Chicago y adopta la trompeta como instrumento principal. Toca con Dee Johnson entre 1927 y 1929, y después recorre Texas y Kansas, donde lo encontramos en 1930, tocando con Sammy Price. En 1931 se instala en New Iberia y se dedica a dar clases de trompeta y trombón para alumnos locales.
En 1937 el historiador y musicólogo William D. Russell, guiado por Louis Armstrong, que lo cita como su primera gran influencia, lo rescata del anonimato y realiza sus primeras grabaciones, en 1942.
A raíz de estas, reanuda sus actuaciones por toda la Costa Oeste, y toca con Lu Waters en San Francisco, Kid Ory en Nueva Orleans y Jimmy Ryan y Sidney Bechet en Nueva York. Realiza actuaciones con su propia orquesta y graba nuevos discos, hasta que, en 1948 queda paralízado por un derrame. Fallece al año siguiente.

## Estilo
De las grabaciones de 1942, se deduce un trompetista con perfección de forma y equilibrio dialéctico, de fraseo fresco y virtuoso, de gran belleza aunque de sonido frágil y fatigado. Uno de los grandes del jazz.